# Zygmunt Choreń
Zygmunt Choreń (ur. 24 maja 1941 w Brzozowym Kącie) – polski konstruktor jachtowy, znany jako Ojciec żaglowców, żeglarz (kapitan jachtowy)

## Życiorys
W latach 1955–1959 uczęszczał do Liceum Ogólnokształcącego w Komorówce Podlaskiej. Następnie studiował na Wydziale Budowy Okrętów Politechniki Gdańskiej (1959–1964) i w Leningradzkim Instytucie Budowy Okrętów (1964–1965). Dyplom magistra inżyniera budowy okrętów uzyskał w 1965. W latach 1965–1968 pracował na Politechnice Gdańskiej, a następnie w biurze konstrukcyjnym Stoczni Gdańskiej. W latach 1973–1974 był członkiem załogi s/y Otago w pierwszych wokółziemskich regatach Whitbread. Należy do Bractwa Kaphornowców. Po powrocie z rejsu otrzymał od dyrekcji propozycję zaprojektowania prototypu żaglowca dla serii jednostek zamówionych przez ZSRR. Od 1978 główny konstruktor żaglowców w Stoczni Gdańskiej. Projektant największych na świecie statków żaglowych. Konstruktor SV Royal Clipper, Fryderyka Chopina, STS Daru Młodzieży i pięciu podobnych jednostek dla ZSRR.
Od 1992 roku prowadzi firmę Choren Design and Consulting w Gdańsku na Morenie.
Lista żaglowców zaprojektowanych lub przeprojektowanych przez inż. Zygmunta Chorenia:
- 1980 – Pogoria ― barkentyna
- 1982 – Dar Młodzieży ― fregata
- 1982 – Iskra II ― barkentyna
- 1984 – Kaliakra ― barkentyna
- 1985 – Oceania ― statek badawczy; eksperymentalny typ ożaglowania rejowego z automatyką obsługi żagli
- 1987 – Drużba ― fregata
- 1987 – Mir ― fregata
- 1988 – Alexander von Humboldt ― przebudowa z istniejącego kadłuba latarniowca
- 1989 – Chersones ― fregata
- 1989 – Pałłada ― fregata
- 1991 – Nadieżda ― fregata
- 1991 – Fryderyk Chopin ― bryg
- 1991 – Kaisei
- 1995 – Estelle ― barkentyna wybudowana jako statek handlowy dla fińskiego armatora[3]; używana przez stowarzyszenie "Uusi Tuuli" do pomocy humanitarnej i różnego rodzaju akcji społecznych[4]
- 2000 – Royal Clipper (ex „Gwarek”) ― pięciomasztowa fregata
- 2002 – Mephisto ― szkuner gaflowy[5] należący do firmy Moran Yacht & Ship, Inc., która go czarteruje na rejsy komercyjne[6]
- 2008 – Mały Książę (ang. „Petit Prince”) ― pięciomasztowiec o długości 210 m i szerokości 22 m. Pomieściłby 416 osób, w tym 122-osobową załogę. Projekt nie został zrealizowany z powodu braku funduszy[7]
- 2010 – Running On Waves ― w pełni zautomatyzowana barkentyna wybudowana dla rosyjskiego armatora komercyjnego[8][9]
- 2015 – STS Lê Quý Dôn[10][11]
- 2017 – El-Mellah
- 2017 – Flying Clipper ― największy żaglowiec w historii[12]; zbudowany dla Star Clippers z Monako[7].

Za bogate doświadczenie morskie i za pracę przy projektach żaglowców w 1998 otrzymał Medal św. Wojciecha.